# UTV World Movies
UTV World Movies  est une chaîne de télévision indienne détenue par le groupe privé UTV Software Communications, filiale de la Walt Disney Company. La chaîne diffuse des longs métrages produits à l'étranger (Europe, Amérique et Asie) et sous-titrés en anglais.

## Historique
La chaîne UTV World Movies a été lancée le 22 février 2008 même temps que UTV Movies dédiée aux films de Bollywood.

## Diffusion
- Satellite 
  - Airtel : Channel 194
  - Big TV : Channel 359
  - Sun Direct : Channel 65
  - Tata Sky : Channel 351
- Cable 
  - F.D.I Digital tv Goa : Channel 83